# Hymont
Hymont település Franciaországban, Vosges megyében. Lakosainak száma 488 fő (2022. január 1.). Hymont Bazoilles-et-Ménil, Mattaincourt, Valleroy-aux-Saules és Velotte-et-Tatignécourt községekkel határos.

## Népesség
A település népességének változása:
| Lakosok száma | 479  | 478  | 491  | 476  | 480  | 484  | 488  | 487  | 488  |
|               | 2013 | 2015 | 2016 | 2017 | 2018 | 2019 | 2020 | 2021 | 2022 |